# Joi Lansing
Joi Lansing, född Joyce Renee Brown 6 april 1929 i Salt Lake City, död 7 augusti 1972 i Santa Monica, Kalifornien, var en amerikansk skådespelerska, modell och nattklubbssångerska.
Som skådespelerska hade Lansing bland annat en roll i Orson Welles film noir En djävulsk fälla från 1958, där hon medverkar som passagerare i en bil i den berömda inledningsscenen.
Lansing dog av bröstcancer 1972, 43 år gammal.